# Leucemia prolinfocitica a cellule B
La leucemia prolinfocitica a cellule B è una forma di leucemia con decorso aggressivo, ma trattabile. Le cellule B maligne sono più grandi rispetto alla più frequente delle leucemie B (la leucemia linfatica cronica).
Perlopiù sporadica (rara una predisposizione familiare), ha un'incidenza almeno venti volte inferiore alla LLC, colpisce prevalentemente soggetti anziani (>65 anni) e maschi (M/F:4/1). Ha una prognosi relativamente scarsa (media di sopravvivenza di 24 mesi).
Le cellule tumorali presentano sovente delezioni del cromosoma 11 e cromosoma 13. È stato suggerito che in alcuni casi la LPCB possa essere una trasformazione del linfoma mantellare.

## Epidemiologia
Colpisce prevalentemente i maschi in età anziana intorno alla sesta decade di età.

## Segni e sintomi
I segni clinici e i sintomi con i quali è possibile diagnosticare tale disordine sono: anemia, dispnea, astenia, iporessia, splenomegalia, linfocitosi, emorragia.

## Eziologia
Le cause rimangono sconosciute, ma l’incidenza è particolarmente influenzata da fattori ambientali.

## Diagnosi
All'esame del sangue si ha linfocitosi con prolinfociti superiori al 50%. Si può presentare con fenotipo B (70% dei casi: CD19+ CD22+ CD79+ FMC7+ HLA DR+, riarrangiamento monoclonale delle immunoglobuline) o col fenotipo T (30% dei casi)
Può essere CD5-, ma anche CD5+.

## Trattamento
Il trattamento di elezione è la chemioterapia e gli schemi più utilizzati sono: CHOP, CEOP, COP. Tuttavia la somministrazione di fludarabina, 2-clorodeossiadenosina e anticorpi monoclonali (come il rituximab) sovente viene utilizzata. Inoltre come terapia esistono anche la splenectomia, la leucoaferesi e la radioterapia della milza.

## Stato della ricerca
Attualmente è in valutazione l'utilizzo dell'anticorpo monoclonale anti CD-52.